# Altiplans centrals de Sri Lanka
Els Altiplans centrals de Sri Lanka són un conjunt d'àrees naturals de les províncies Central i Sabaragamuwa a Sri Lanka que van ser declarades Patrimoni de la Humanitat per la Unesco el 2010. Aquest va ser el primer lloc del patrimoni mundial de Sri Lanka en ser designat en 22 anys, des que la designació de la Reserva Forestal de Sinharaja el 1988. Originalment presentat per a la seva inscripció com a lloc cultural i natural mixt, el Comitè va reconèixer només els valors naturals de la zona.
Es tracta de selves tropicals, on l'elevació arriba al 2.500 metres sobre el nivell del mar i que alberguen una varietat de mamífers, alguns d'ells endèmics, tals com Trachypithecus vetulus monticola i Loris tardigradus nycticeboides. També habiten aquesta regió diverses espècies endèmiques d'aus.

## Zones
Sota aquesta denominació s'inclouen les següents àrees:
- Parc Nacional de les Planes d'Horton
- Bosc de conservació de Knuckles

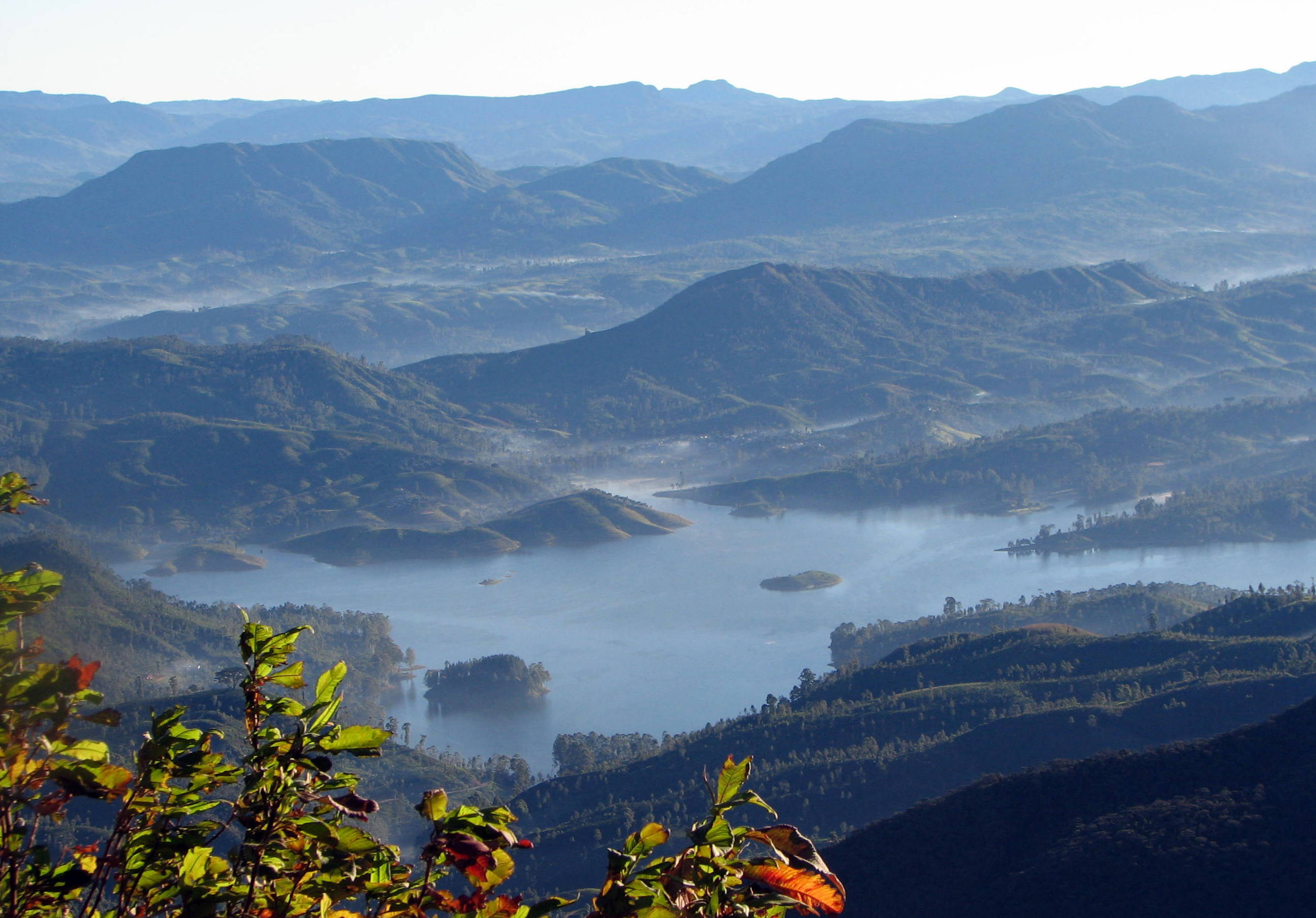
Àrea protegida de Peak Wilderness
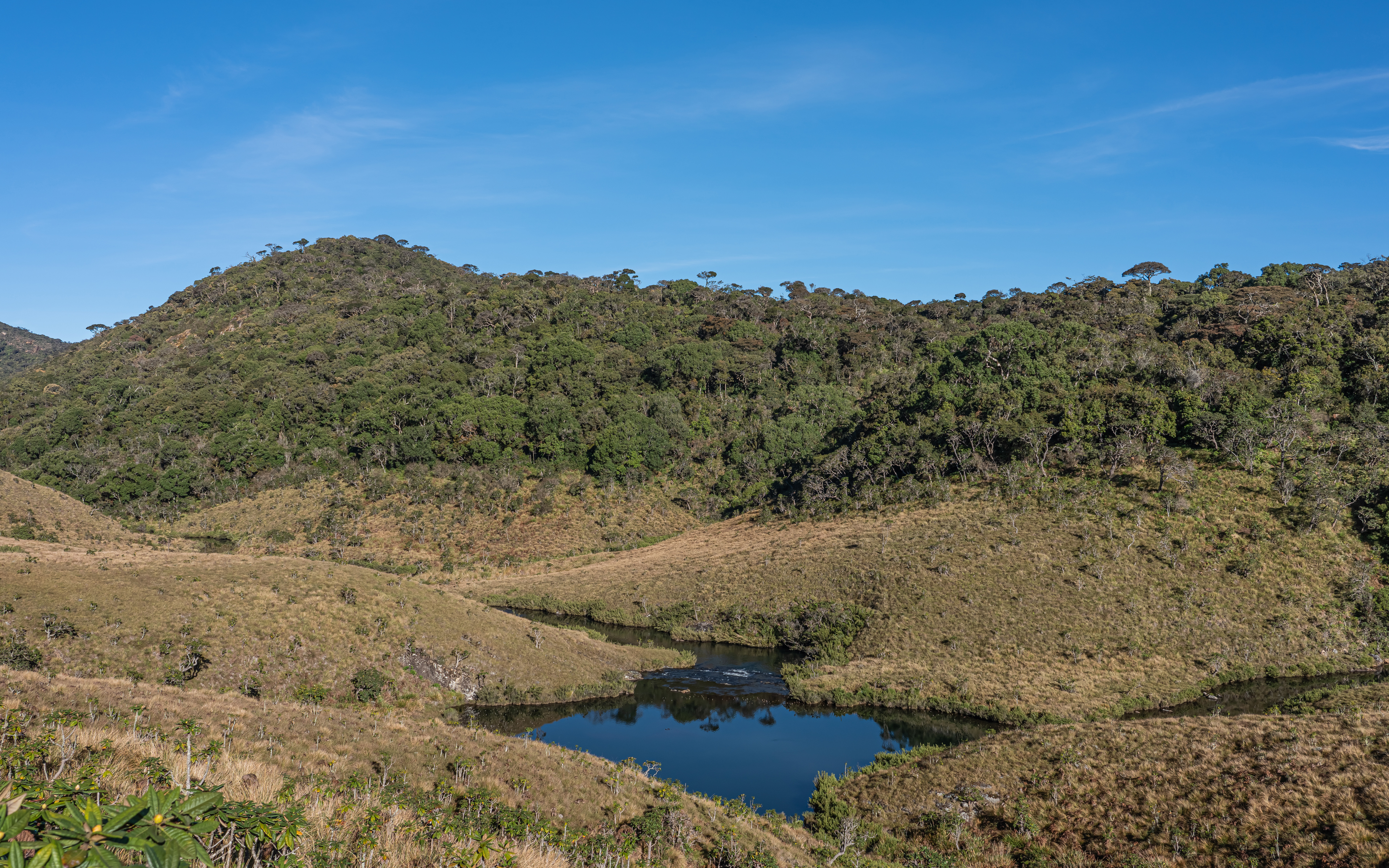
Parc Nacional de les Planes d'Horton
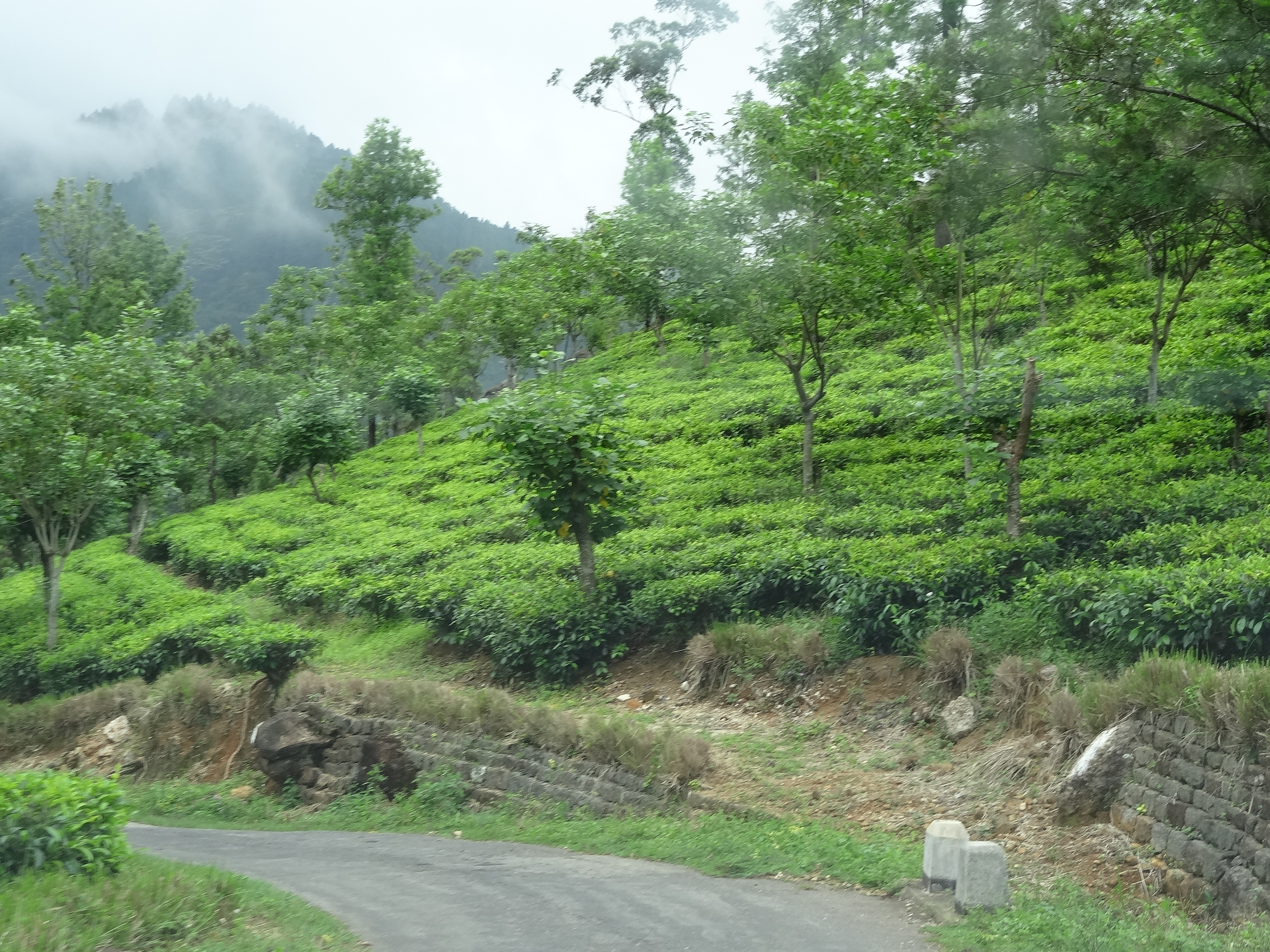
Bosc de conservació de Knuckles

- Àrea protegida de Peak Wilderness
- Parc Nacional de les Planes d'Horton
- Bosc de conservació de Knuckles